# Polyzonium gracilipes
Polyzonium gracilipes är en mångfotingart som beskrevs av Loomis 1971. Polyzonium gracilipes ingår i släktet Polyzonium och familjen koppardubbelfotingar. Inga underarter finns listade i Catalogue of Life.